# Runcinia acuminata
Runcinia acuminata es una especie de araña cangrejo perteneciente al género Runcinia, de la familia Thomisidae, del suborden Araneomorphae.
Fue descrita científicamente por Tord Tamerlan Teodor Thorell en 1881. Aparece registrada y publicada en una sección de Annali del Museo Civico di Storia Naturale di Genova 17: p. 1–720 de 1881.
Las hembras alcanzan una longitud corporal de unos 10 mm, los machos menos de 6 mm. A menudo se encuentran en la siembra de cabezas de pastos, donde las hembras construyen y camuflan sus sacos de huevos. Se alimentan principalmente de polillas que visitan estos pastos.

## Distribución
Se distribuye desde Bangladés hasta Japón, Nueva Guinea y Australia.